# Grebe River
Der Grebe River ist ein Fluss im Südwesten der Südinsel Neuseelands. 

## Geographie
Der Fluss bildet den einzigen Abfluss des Island Lake in den Hunter Mountains. Nach wenigen Kilometern knickt er von südwestlicher in nördliche Fließrichtung ab und mündet nach dem Durchströmen des kleinen Shallow Lake und der Aufnahme zahlreicher Streams in den Südarm des Lake Manapouri.

## Geschichte
James McKerrow gab dem Fluss seinen Namen, als er dort Lappentaucher, im englischen Grebe, sah.

## Infrastruktur
Im hinteren Teil des Flusses verläuft die Borland Road am Ufer entlang bis zur Mündung. Etwa 11 km vom Straßenende entfernt beginnt die Wilmot Pass Road, die über den Wilmot Pass zum Doubtful Sound/Patea führt und somit nicht an das restliche Straßennetz Neuseelands angebunden ist.
In der Umgebung des Flusses liegen verschiedene Wanderwege und Hütten. Der Green Lake Track führt vom Lake Monowai über den Green Lake und den Island Lake kommend am Oberlauf des Grebe River entlang und knickt zum Nordende des Lake Monowai ab.